# العبري (ملحان)

تعديل مصدري - تعديل

العبري هي إحدى قرى عزلة بني علي بمديرية ملحان التابعة لمحافظة المحويت، بلغ تعداد سكانها 100 نسمة حسب تعداد اليمن لعام 2004.